# Триумфална арка (Москва)
Вижте пояснителната страница за други значения на Триумфална арка.
Триумфалната арка на Москва (на руски: Моско́вские Триумфа́льные воро́та) е третата и най-стара триумфална арка в Русия, оцеляла до наши дни.

## История
Построена е между 1829–1834 г. от архитекта Осип Бове на площад „Тверская Застава“ в чест на победата на руския народ във Френско-руската война от 1812 г. Демонтирана е през 1936 г. като част от реконструкциите в Москва от Йосиф Сталин. Копие на арката е построено по проект между 1966–1968 г. от Владимир Лисбон на Кутузовский проспект, а сега – площад на победата в Поклонная гора. Триумфалната арка е категоризирана като обект на културното наследство с регионално значение.
|  | Тази страница частично или изцяло представлява превод на страницата „Триумфальные ворота (Москва)“ в Уикипедия на руски. Оригиналният текст, както и този превод, са защитени от Лиценза „Криейтив Комънс – Признание – Споделяне на споделеното“, а за съдържание, създадено преди юни 2009 година – от Лиценза за свободна документация на ГНУ. Прегледайте историята на редакциите на оригиналната страница, както и на преводната страница, за да видите списъка на съавторите. ВАЖНО: Този шаблон се отнася единствено до авторските права върху съдържанието на статията. Добавянето му не отменя изискването да се посочват конкретни източници на твърденията, които да бъдат благонадеждни. |